# 1644 Rafita
Az 1644 Rafita (ideiglenes jelöléssel 1935 YA) a Naprendszer kisbolygóövében található aszteroida. Rafael Carrasco fedezte fel 1935. december 16-án, Madridban.